# Shkëlqim Basha
Shkëlqim Basha (ur. 1945 we Tiranie) – albański aktor.

## Życiorys
W 1967 roku ukończył studia w Wyższej Szkole Aktorskiej im. Aleksandra Moisiu przy Teatrze Ludowym w Tiranie. Po zakończeniu studiów rozpoczął pracę na scenie narodowej, gdzie wystąpił w 70 inscenizacjach (w tym główna rola w sztuce „Kariera Artura Ui” Bertolta Brechta).
Karierę filmową rozpoczął w 1969, występując w filmie Njesiti gueril. Zagrał w 10 filmach fabularnych. 
W 1998 przeszedł na emeryturę i przestał występować na scenie.

## Role filmowe
- 1969: Njesiti gueril jako Gramoz
- 1969: Perse bie kjo daulle
- 1970: Gjurma jako Petrit
- 1984: I paharruari jako Kiço
- 1986: Fillim i veshtire jako wujek
- 1986: Guri i beses jako brat Mirkety
- 1987: Bote e padukshme jako mąż Besmiry
- 1987: Kemishet me dylle
- 1989: Kush eshte vrasesi jako Gjergji